# Подольский, Алексей
Алексей Подольский (29 июля 1976) — российский актёр и музыкант.

## Биография
Родился 29 июля 1976 года в Подольске.
Окончил Российский государственный медицинский университет имени Н. И. Пирогова, аспирантуру. Непрофессиональный актёр, играл в спектакле Петра Мамонова «Мыши, мальчик Кай и Снежная королева» (роль Кая).
В середине 90-х был участником панк-рок команды «Универсальное изделие».
Один из участников рок-группы «Karamazov Twins» и творческого объединения СВОИ2000. Снялся в главных ролях в фильмах Сергея Лобана «Пыль» (2005) и «Шапито-шоу» (2011).

## Роли в кино
- 2002 — Соси банан (короткометражный) — сотрудник[2]
- 2005 — Пыль — Лёша[4]
- 2009 — Ледниковый период (короткометражный), режиссёр Андрей Грязев
- 2011 — Generation П — эпизод
- 2011 — Шапито-шоу — Алёша-Киберстранник[2]
- 2012 — Предел мечтаний (короткометражный), режиссёр Алексей Демидов-Рындин
- 2016 — 22 (короткометражный)
- 2017 — Детки напрокат — администратор
- 2018 — Домашний арест — эпизод
- 2020 — Фея
- 2020 — Последний министр — Виктор Олегович
- 2023 — Пресловутое поколение: Зелёный слоник 2 — Генерал Гофман